# Jovan Mijatović
Jovan Mijatović (Servisch: Јован Мијатовић) (Belgrado, 11 juli 2005) is een Servisch voetballer die door New York City wordt uitgeleend aan Oud-Heverlee Leuven.

## Clubcarrière
Mijatović is een jeugdproduct van Rode Ster Belgrado. In de seizoenen 2022/23 en 2023/24 nam hij met het U19-elftal van de club deel aan de UEFA Youth League, waar hij drie keer scoorde in vier wedstridjen.
Het seizoen 2022/23 begon Mijatović bij RFK Grafičar Beograd, de satellietclub van de Servische recordkampioen in de Prva Liga. Mijatović begon er het seizoen met vijf goals in acht competitiewedstrijden, waarop hij snel weer terugstroomde naar Rode Ster Belgrado. Op 13 oktober 2022 maakte Mijatović zijn officiële debuut voor het eerste elftal van de club: in de Europa League-groepswedstrijd tegen Ferencvárosi TC (2-1-nederlaag) liet trainer Miloš Milojević hem in de 82e minuut invallen voor Guélor Kanga. Bij zijn debuut in de Superliga, op 30 oktober 2022 tegen FK Kolubara Lazarevac, was hij als basisspeler meteen goed voor een assist. Mijatović raakte in zijn debuutseizoen bij de hoofdmacht van Rode Ster Belgrado aan zeventien officiële wedstrijden in alle competities, weliswaar vooral als invaller.
In zijn tweede seizoen bij de hoofdmacht van Rode Ster Belgrado schipperde Mijatović in de competitie tussen bank en basis. De tiener, die in de Champions League-groepsfase viermaal mocht invallen maar in september en oktober 2023 ook nog vijfmaal in de Prva Liga aantrad met Grafičar Beograd, had bij de jaarwisseling acht keer gescoord in veertien competitiewedstrijden in de Superliga. Het leverde hem in februari 2024 een transfer naar New York City op.
In zijn debuutseizoen bij New York City was Mijatović vooral invaller. In zijn debuutseizoen voor de club scoorde hij slechts eenmaal: op 5 augustus 2024 scoorde hij in de Leagues Cup-wedstrijd tegen FC Cincinnati, waarin hij weliswaar basisspeler was, kort na het uur de 0-2. Cincinnati won de wedstrijd uiteindelijk nog met 4-2.
Op 31 januari 2025 werd aangekondigd dat Mijatović tot 30 juni 2025 werd uitgeleend aan de Belgische eersteklasser Oud-Heverlee Leuven. In zijn debuutwedstrijd was hij daar als invaller meteen goed voor het winnende doelpunt in de 3-2-competitiezege tegen FCV Dender EH.
Op 28 maart 2025 mocht Mijatoviç van coach Chris Coleman invallen tegen Charleroi. Mijatoviç stond in totaal 12 minuten op het veld, waarbij hij 2 keer een gele kaart kreeg waardoor hij uitgesloten werd voor de volgende competitiewedstrijd. De overtredingen waren licht maar scheidsrechter Bert Put vond dat het terechte gele kaarten waren.

## Clubstatistieken
| Seizoen         | Club                 | Land                      | Competitie         | Competitie | Competitie | Beker | Beker | Supercup | Supercup | Internat. | Internat. | Totaal | Totaal |
| Seizoen         | Club                 | Land                      | Competitie         | Wed.       | Dlp.       | Wed.  | Dlp.  | Wed.     | Dlp.     | Wed.      | Dlp.      | Wed.   | Dlp.   |
| --------------- | -------------------- | ------------------------- | ------------------ | ---------- | ---------- | ----- | ----- | -------- | -------- | --------- | --------- | ------ | ------ |
| 2022/23         | RFK Grafičar Beograd | Vlag van Servië           | Prva Liga          | 8          | 5          | —     | —     | —        | —        | —         | —         | 8      | 5      |
| 2022/23         | Rode Ster Belgrado   | Vlag van Servië           | Superliga          | 12         | 1          | 3     | 0     | —        | —        | 2         | 0         | 17     | 1      |
| 2023/24         | Rode Ster Belgrado   | Vlag van Servië           | Superliga          | 14         | 8          | 1     | 1     | —        | —        | 4         | 0         | 19     | 9      |
| 2023/24         | RFK Grafičar Beograd | Vlag van Servië           | Prva Liga          | 5          | 0          | —     | —     | —        | —        | —         | —         | 5      | 0      |
| 2024            | New York City        | Vlag van Verenigde Staten | MLS                | 12         | 0          | 0     | 0     | —        | —        | 3         | 1         | 15     | 1      |
| 2024            | New York City II     | Vlag van Verenigde Staten | MLS Next Pro       | 0          | 0          | 2     | 0     | —        | —        | —         | —         | 2      | 0      |
| 2024/25         | → OH Leuven          | Vlag van België           | Jupiler Pro League | 1          | 1          | 0     | 0     | —        | —        | —         | —         | 1      | 1      |
| Carrière totaal | Carrière totaal      | Carrière totaal           | Carrière totaal    | 52         | 15         | 6     | 1     | 0        | 0        | 9         | 1         | 67     | 17     |

Bijgewerkt op 18 februari 2025.

## Interlandcarrière
Mijatović nam in 2022 met Servië –17 deel aan het EK onder 17 in Israël. Hij kwam er in actie in alle drie de groepswedstrijden, maar miste de kwartfinale tegen Denemarken door zijn rode kaart tegen Spanje in de derde groepswedstrijd. Mijatović maakte zijn wederoptreden in de halve finale tegen Nederland, waarin hij zijn land naar een 1-2-voorsprong trapte. Servië werd evenwel uitgeschakeld na een verloren strafschoppenserie.